# كولين رولي
كولين رولي (بالإنجليزية: Coleen Rowley)‏ (من مواليد 20 ديسمبر 1954) عميلة خاصة سابقة أمريكية لمكتب التحقيقات الفيدرالي وكاشفة فساد، رُشِّحت سابقًا لحزب العمال الديمقراطي (دي إف إل) بمثابة مرشحة للكونجرس في مقاطعة الكونغرس الثانية لولاية مينيسوتا، والتي هي واحدة من ثماني مقاطعات للكونغرس في مينيسوتا في عام 2006. خسرت الانتخابات العامة لصالح الجمهوري في ذلك الوقت جون كلاين.

## النشأة والتعليم
نشأت رولي في نيوهامبتون، آيوا، وتخرجت من مدرستها الثانوية بتفوقها على صفها في عام 1973. عمل والدها ساعي بريد لمدة 31 عامًا. حصلت على شهادة بكالوريوس في اللغة الفرنسية ومرتبة شرف من كلية فارتبورغ في ويفرلي، آيوا، في عام 1977. في عام 1980، حصلت على درجة دكتوراه في الفقه القانوني من كلية الحقوق في جامعة آيوا واجتازت امتحان بار لولاية آيوا في ذلك الصيف.

## الحياة المهنية

### السياسية
في مايو 2005، أعلنت رولي أنها تفكر في الترشح ضد النائب جون كلاين لمقعد المقاطعة الثانية في مينيسوتا في مجلس النواب بالولايات المتحدة لعام 2006. في وقت تصريحها، كانت تعيش في أبل فالي، مينيسوتا لمدة 15 عامًا. صوتت رولي سابقًا واعُتبِرت شخصًا جمهوريًا، لكن في 27 يونيو 2005، أعلنت أنها دخلت السباق بصفتها عضوًا في حزب العمال الديمقراطي لولاية مينيسوتا، وفي 6 يوليو بدأت حملتها رسميًا في منزلها.
في 18 أغسطس 2005، حضرت رولي الوقفة الاحتجاجية في كراوفورد، تكساس، خارج مزرعة الرئيس جورج دبليو. بوش، مطالبةً الرئيس بمقابلة سيندي شيهان للإجابة على أسئلة شيهان حول الحرب في العراق ومقتل ابن شيهان، كايسي.
في 3 يناير 2006، ظهرت صورة غير مُصرّح بها ومُعدلة بشكل احترافي على موقع حملة رولي. تصوّر هذه الصورة كلاين، كولونيل قوات مشاة البحرية المتقاعد، بمثابة كولونيل كلينك من البرنامج التلفزيوني الكوميدي أبطال هوجان. اعترض كلاين على الصورة، وأزالت حملة رولي الصورة في نفس اليوم وبدأت تحقيقًا حول ذلك. اعتذرت رولي بسرعة.
أيّد الوكيل جون مورثا (دي-بّي إيه) رولي. زار المقاطعة أثناء الحملة وعقد تجمّعًا من أجل رولي في منظمة ڤي إف دبليو المحلية في روزماونت، في الوقت الذي احتج فيه الجنود القدامى في الخارج. ركّزت حملة رولي في وقت لاحق الجهود على مجموعات الجنود القدامى وغيرهم ممن لديهم خبرة مباشرة في الحرب في العراق. تبيّن أنه من الصعب تمويل حملتها، فمعارضة شخص محافظ شاغل لمنصبه في تلك الفترة من أمثال كلاين في مقاطعة ذات فكر محافظ لم تجذب لها الأموال من أقوى الموارد الديمقراطية، مثل اللجنة الوطنية الديمقراطية.
حققت حملة كلاين الانتخابية تفوقًا بمعدل 2-1 في جمع الأموال، واحتفظ بمقعده بسهولة.

### الحريات المدنية ونضال السلام
منذ عام 2003، ورولي تتحدث علنًا عن الأخلاقيات واتخاذ القرارات الأخلاقية لمختلف المجموعات. هي كاتبة ومدونة. انضمت إلى كاشفي الفساد الآخرين في جولة خطابة في يونيو 2015 باسم «قِف من أجل الحقيقة» ومرّت بلندن وأوسلو وستوكهولم وبرلين. عادت لتلقي محاضرات في مكان دراستها لثلاث مرات، وذلك في الأعوام 2003 و2004 و2015.

## الحياة الشخصية
رولي متزوجة ولديها أربعة أطفال. خلال فترة عملها في مكتب التحقيقات الفيدرالي كانت «المعيلة الوحيدة لأسرة مكونة من ستة أفراد».

## ببليوغرافيا
ألّفت رولي فصلًا بعنوان الوطنية والديمقراطية والضمير: استعادة وعد أمريكا في الداخل والخارج. حرره ألان كوتيس وكيفن فيليب (رومان وليتلفيلد للنشر، 2005، 496 صفحة، ردمك 0742542173).
كانت مساهمةً بشكل منتظم في موقع هافينغتون بوست منذ يناير 2006 وكتبت في صحيفة الغارديان.

## وصلات خارجية
- Coleen Rowley's Website